# Pinheirodontidae
Pinheirodontidae — родина дрібних викопних ссавців ряду Багатогорбкозубі (Multituberculata). Представники родини відомі з Європи (в основному з Іспанії та Португалії).

## Класифікація
- Pinheirodon
- Bernardodon
- Ecprepaulax
- Gerhardodon
- Iberodon
- Lavocatia